# F. X. Toole
F. X. Toole, vlastním jménem Jerry Boyd, (30. července 1930 – 2. září 2002) byl americký spisovatel a trenér boxu. Přestože se psaní věnoval po většinu života, svou první knihu vydal až v sedmdesáti letech. Kniha Rope Burns: Stories from the Corner z boxerského prostředí vyšla v roce 2000. Příběhy z ní se dočkaly filmového zpracování v režii Clinta Eastwooda – Million Dollar Baby. Zemřel na komplikace související s operací srdce ve věku 72 let. Jeho druhá kniha vyšla v roce 2006, čtyři roky po jeho smrti, pod názvem Pound for Pound.